# غريغوريو كاماتشو
غريغوريو كاماتشو (بالإسبانية: Gregorio Camacho) هو رسام فنزويلي، ولد في 1933، وتوفي في 2002.